# Come Fill the Cup
Come Fill the Cup (deutsch Komm, füll den Kelch) ist ein US-amerikanisches Filmdrama von Gordon Douglas aus dem Jahr 1951, dessen Drehbuch auf Harlan Wares gleichnamigem Roman beruht, der 1952 in New York veröffentlicht wurde. James Cagney, Phyllis Thaxter und Raymond Massey spielen die Hauptrollen im Film. Gig Young war in der Kategorie „Bester Nebendarsteller“ für einen Oscar nominiert. 
Das Filmplakat titelte seinerzeit „The Man Lew Marsh -- A Man with a thirst for trouble!“ / Powerful – and powerfully different (-- Ein Mann mit Durst auf Ärger! / Kraftvoll – und kraftvoll anders).

## Handlung
Lew Marsh arbeitet als Reporter bei The Sun Herald. Er hat allerdings ein großes Problem, er trinkt zu viel und fährt seine Karriere gegen die Wand. Als er einen wichtigen Artikel viel zu spät vorlegt, wird er gefeuert. Das hat zur Folge, dass er mehr und mehr zum Herumtreiber wird, der betrunken und schmutzig durch die Straßen der Stadt zieht. Er wartet nur darauf, dass die Bars öffnen, um sich betrinken zu können. Eines Tages bricht er auf der Fahrbahn zusammen und wird fast von den Rädern eines Lieferwagens überrollt, der ausgerechnet der Sun Herald gehört. Er wird in ein Krankenhaus verbracht, wo er einen schmerzhaften Entzug durchleben muss. Der behandelnde Arzt meint bei Lews Entlassung mit einem gewissen Sarkasmus, dass er hoffe, ihn nie wiederzusehen. 
Als Lew von dem ehemaligen Alkoholiker Charley Dolan in sein bescheidenes Zuhause aufgenommen wird, wendet sich sein Leben. Charley nimmt Lew nicht nur bei sich auf, sondern kümmert sich auch intensiv um ihn und beschwört ihn, dem Alkohol keine Chance mehr zu geben. Harte gemeinsame Arbeit knüpft zusätzlich ein Band zwischen den beiden Männern. Als Lew jedoch erfährt, dass seine ehemalige Freundin Paula Arnold Boyd Copeland, den Neffen von Lews ehemaligem Chef bei der Zeitung, John Ives, heiratet, droht er rückfällig zu werden. 
Die Zeit vergeht, und irgendwann gelingt es Lew tatsächlich, seinen Job bei der Zeitung zurückzubekommen, nachdem Charley ihm nahegelegt hat, endlich wieder das zu tun, wofür er geboren worden sei. Nach einigen Jahren wird er dann zum Chefredakteur befördert. Sechs Jahre sind vergangen, als Ives’ ihn bittet, seinen Neffen Boyd vom Trinken abzuhalten. Boyd ist wie ein Sohn für Ives. Er ist zwar vielversprechend als Komponist, bekommt aber immer wieder Probleme durch seine Alkoholsucht, was dem sensiblen Mann zusätzlich zusetzt. Für Lew, der schon etlichen Alkoholopfern geholfen hat, ist diese Aufgabe nicht leicht, auch weil Boyd Paulas Mann ist. Dass dieser sich inzwischen mit einer Sängerin namens Maria Diego eingelassen hat, die von dem Gangster Lennie Garr beansprucht wird, der ziemlich eifersüchtig ist, macht das Unterfangen zusätzlich schwierig. Ein weiteres Problem stellt Boyds sehr besitzergreifende Mutter Dolly Copeland dar. Erst einmal sorgt Lew dafür, dass Boyd bei ihm und Charley Unterschlupf findet. Als Paula Lew darum bittet, ihr einen Job zu geben, da sie sich aufgrund ihrer Probleme in die Arbeit vergraben will, gibt er ihr diesen, in der geheimen Hoffnung, dass sie zu ihm zurückfindet.
Ein tragischer Autounfall von Boyd und Charley, den Boyd scheinbar zu verantworten hat, kostet Charley das Leben. Lew kann nur schwer mit dem Tod des zu einem Freund gewordenen Charley umgehen und lässt das Boyd auch spüren. Er ist dicht davor, sich in einer Bar einen Trink zu bestellen, erfährt jedoch von einem Reporter in diesem entscheidenden Moment, dass die Bremsen von Boyds Auto vermutlich von dem Mechaniker Kip Zunches, Lennies Handlanger, manipuliert wurden. Lew und seine Kollegen sind sich sicher, dass Lennie dies aus Eifersucht auf Boyd veranlasst hat. 
Boyd befindet sich durch den Tod Charleys in einem Ausnahmezustand, er macht sich bittere Vorwürfe und ist entschlossen, dem Alkohol endlich abzuschwören. Während des Entzugs sind seine Schmerzen jedoch so groß, dass er glaubt, sie nicht aushalten zu können, und einen Selbstmordversuch unternimmt. Lew kommt gerade noch rechtzeitig, um einzugreifen und Boyd ins Krankenhaus zu bringen. Er verspricht ihm, nach seiner Entlassung für ihn da zu sein.
In Bezug auf Lennie bringt Lew den Bürgermeister und die Behörden dazu, Lennies Aktivitäten genauer zu untersuchen. Als dann Kip tot aufgefunden wird, der anscheinend von Lennie geopfert wurde aufgrund der Aufmerksamkeit, die er durch Charleys Tod auf sich gezogen hat, setzt Lew seine Ermittlungen hartnäckig fort. Boyd befindet sich inzwischen auf einem guten Weg, er erzählt Lew, dass Maria ihn angerufen und um Geld gebeten habe, das sie brauche, um sich vor Lennie zu verstecken. Man beschließt, von Maria eventuelle Beweise gegen Lennie zu bekommen. Boyd holt Maria ab, um sie zu seiner Wohnung zu bringen. Er ahnt nicht, dass Lennie ihnen folgt. Maria gibt zu, dass Lennie versuche, Boyd zu töten. Lew kann sie überreden, vor Gericht gegen Lennie auszusagen. 
Lennie und sein Handlanger Cully Yates sind sich einig, Maria aus dem Fenster zu werfen, Lew und Boyd zu töten und den Tod der drei als Ergebnis einer im Suff begangenen Schlägerei hinzustellen, bei der es um Maria gegangen sei. Mit vorgehaltener Waffe versucht Lennie, nachdem er bei Maria aufgekreuzt ist, diese zum Trinken zu zwingen. Boyd und Lew kommen hinzu und nehmen den Kampf gegen die Gangster auf. Dabei wird Lennie erschossen und Cully bewusstlos geschlagen. Während sie auf das Eintreffen der Polizei warten, nehmen Lews Mitarbeiter sowie weitere Zeitungen die Geschichte genau unter die Lupe und die Wahrheit über Charleys Tod kommt ans Licht.
Lews Bemühungen um eine Versöhnung zwischen Paula und Boyd führen zum Erfolg, die Zeitungen verkaufen sich so gut wie nie. Nicht nur der Verleger ist zufrieden, sondern auch Lew Marsh, der sich in seine Arbeit vergräbt, und zufrieden ist, nüchtern zu sein und das tun zu können, was er liebt.

## Produktion

### Produktionsnotizen, Hintergrund
Der Film wurde von Warner Bros. produziert. Gedreht wurde in den Warner Brothers Burbank Studios in Burbank in Kalifornien. Das Studio kaufte die Geschichte von Harlan Ware, einem Freund von James Cagney. Die Handlung wurde von den White Heat-Mitarbeitern Ben Roberts und Ivan Goff in ein Drehbuch umgewandelt und basiert auf dem Leben des Herausgebers des Hearst-eigenen Los Angeles Herald Examiner der 30er- bis 50er-Jahre, James H. Richardson, einer Legende unter den Journalisten. Es gab Gerüchte, dass das Studio mit der Leistung von Gig Young nicht zufrieden gewesen sei und ihn habe ersetzen wollen. Cagney erzählte später, dass er Gig Young gemocht, sich allerdings Sorgen um ihn gemacht habe, da Young tatsächlich gegen seine Alkoholabhängigkeit habe ankämpfen müssen. Young nahm sich 1978 das Leben, nachdem er seine fünfte Frau erschossen hatte. Für die Kostüme trug Leah Rhodes die Verantwortung, als Maskenbildner war Gordon Bau dabei und für die Filmbauten war Leo K. Kuter zuständig.
Laut einer Nachricht in der Fachzeitschrift der Filmindustrie The Hollywood Reporter stand James Millican auf der Besetzungsliste für den Film. Warner-Bros.-Werbematerial besagte, dass Teile des Films in Los Angeles gedreht wurden und die Saloon-Szenen in der Maple Bar, die Berichten zufolge die älteste Lizenz zum Alkoholausschenken in Los Angeles aus der Zeit vor 1900 besaß.
Der Filmtitel geht zurück auf Edward FitzGeralds Übersetzung des persischen Klassikers The Rubaiyat of Omar Khayyam von 1859: Komme, fülle den Kelch und im Feuer des Frühlings, dein Winterkleid der Buße: Der Vogel der Zeit hat nur eine kurze Spanne Zeit zu flattern und seine Flügel zu schwingen.

### Veröffentlichung
Der Film hatte am 24. Oktober 1951 Premiere in den Vereinigten Staaten. In Mexiko lief er am 19. März 1952 an und auf den Philippinen (Davao) im Mai 1952. Im selben Jahr wurde er zudem in folgenden Ländern veröffentlicht: Frankreich, Finnland und Schweden, 1953 in Dänemark, Portugal, Australien, Argentinien, Südafrika (Johannesburg, Kapstadt, Durban), Spanien (Madrid, Barcelona) und in der Türkei. Veröffentlicht wurde der Film auch in Belgien, Brasilien, Griechenland, Italien, Japan, im Vereinigten Königreich und im ehemaligen Jugoslawien.

## Rezeption

### Kritik
In der New York Times befasste sich Bosley Crowther mit dem Film und bescheinigte James Cagney eine lebhafte Darstellung in Come Fill the Cup, der in seiner Rolle aber vom Anfang bis zum bitteren Ende uneingeschränkt kompromisslos sei. Bei einer Laufzeit von einer Stunde und dreiundfünfzig Minuten sei dies unter Umständen eine quälend lange Zeit. Cagneys Energie in dieser melodramatischen Geschichte entschädige jedoch für manch ausschweifende und langweilige Ansammlung von Zeitungsbüroromantik, vereinfachte Psychologie und zungenverzehrende Mäßigungsgespräche der Drehbuchschreiber. Raymond Massey als Verleger, Gig Young als dessen trinkender Neffe, Selena Royle als dessen nervöse Mutter und Phyllis Thaxter als seine bemitleidenswerte Ehefrau hielten die Geschichte auf einer Ebene, wo man sich der Illusion ergebe. Starkes Trinken sei nicht die einzige Unterdrückung, die in dem Film angezeigt werde.
Moira Finnie schrieb in The Skeins, sechs Jahre nachdem Billy Wilders The Lost Weekend neue Wege beschritten, indem er das Trinken ernst genommen habe, sei dieser Warner-Brothers-Film von Gordon Douglas mit Schwarzweiß-Szenen entstanden, die von dem Kameramann Robert Burks wunderbar eingefangen worden seien. Der Film sei am besten, wenn er sich mit dem Kampf von Trinkern befasse, die sich mit ihren Dämonen auseinandersetzten und folge Lew Marshs Reise durch die dunkle Nacht seiner Seele. Phyllis Thaxter sei zwar in anderen Rollen effektiv gewesen, aber nicht in diesem Film, was hätte eine Ida Lupino oder Ann Sheridan aus dieser Rolle herausholen können. In der Szene, in der Cagney mit dem Arzt über seine Chancen spricht, vermittelt er eine rührende Einfachheit und schweigende Anmut. Die Eloquenz von Cagneysw Darbietung in diesen Szenen entsprang nicht nur der Vorstellungskraft eines Schauspielers, sie ist teils auch seiner Vergangenheit geschuldet. Gelobt wurde auch die Leistung des Charakterdarstellers Jimmy Gleason, der seine Figur wunderbar und mit großer Sensibilität verkörpert habe. Hollywood habe Charakterdarsteller wie James Gleason viel zu lange für selbstverständlich gehalten; er hätte für seine Leistung zumindest eine Nominierung für den Academy Award erhalten müssen. Der oscarnominierte Gig Young sei mit einer großzügigen, auffälligen Rolle gesegnet, aus der er mit kalkulierter Lässigkeit das Beste mache, indem er seine unterschwellige Angst zeige, die er mit seiner nervigen Prahlerei maskiere. In den Szenen, in denen sein Charakter damit kämpfe den kalten Entzug von der Flasche anzutreten, sei Young wirklich beunruhigend gut.
Derek Winnert war der Meinung, James Cagney gebe in Gordon Douglas’ mitreißender Studie von 1951 über die Übel des Alkohols eine kraftvolle, aber gut kontrollierte Darstellung als Journalist Lew Marsh ab, der den Alkoholismus bekämpft. Winnert verwies darauf, dass diese Rolle eines versoffenen Playboys für Gig Young angesichts seines wirklichen Todes nach Alkoholmissbrauch eine schreckliche Ironie berge.

### Auszeichnung
Academy Awards, USA 1952
- Oscarnominierung für Gig Young in der Kategorie „Bester Nebendarsteller“
  - Die Auszeichnung ging jedoch an Karl Malden und den Film Endstation Sehnsucht

### Nachwirkung
Eine Adaption des Films wurde am 5. April 1955 im Lux Theatre mit Van Heflin und Mona Freeman ausgestrahlt.